# Jakub Rumpel
Jakub Rumpel (* 27. Januar 1987 in Hrnčiarovce nad Parnou, Tschechoslowakei) ist ein slowakischer Eishockeyspieler, der zuletzt bis 2019 für den ECC Preussen Berlin in der Oberliga spielte.

## Karriere
Jakub Rumpel begann seine Karriere als Eishockeyspieler beim HK Trnava für dessen Profimannschaft er von 2004 bis 2006 in der 1. Liga, der zweithöchsten tschechischen Spielklasse, aktiv war. Anschließend verbrachte er eine Spielzeit bei den Medicine Hat Tigers in der kanadischen Juniorenliga Western Hockey League, die ihn beim CHL Import Draft 2006 in der ersten Runde an Gesamtposition 59 ausgewählt hatten und mit denen er den Ed Chynoweth Cup, die WHL-Meisterschaft, gewann. Daraufhin kehrte der Flügelspieler nach Tschechien zurück, wo er mit dem 1. Liga-Club BK Mladá Boleslav den Aufstieg in die Extraliga erreichte. In dieser kam er parallel zu einem Einsatz für den HC Energie Karlovy Vary.
Von 2008 bis 2010 lief Rumpel in der slowakischen Extraliga für den HK Nitra und den HC 05 Banská Bystrica auf. Für die Saison 2010/11 erhielt er einen Probevertrag beim neu gegründeten HC Lev Poprad aus der Kontinentalen Hockey-Liga. Da dieser den Spielbetrieb nicht aufnahm, kehrte Rumpel zum HC 05 Banská Bystrica zurück. Im Oktober 2011 erhielt er einen Probevertrag bei den Frederikshavn White Hawks aus der dänischen AL-Bank Ligaen. Zur darauffolgenden Saison wechselte er zu den Löwen Frankfurt. 2013 wechselte er in der Oberliga West zum Herner EV. 2016 wechselte er zu den Schönheider Wölfen und absolvierte dort vier Spiele. Jedoch wurde sein Tryout-Vertrag nicht verlängert und er wechselte erneut. Diesmal schloss er sich dem ECC Preussen Berlin an und spielt seitdem auch dort. 2019 beendete er seine Karriere.

### International
Für die Slowakei nahm Rumpel an der U20-Junioren-Weltmeisterschaft 2007 teil. Bei dieser gab er in sechs Spielen eine Torvorlage und erhielt sechs Strafminuten.

## Erfolge und Auszeichnungen
- 2007 President’s-Cup-Gewinn mit den Medicine Hat Tigers
- 2008 Aufstieg in die Extraliga mit dem BK Mladá Boleslav

## Karrierestatistik

### International
(Legende zur Spielerstatistik: Sp oder GP = absolvierte Spiele; T oder G = erzielte Tore; V oder A = erzielte Assists; Pkt oder Pts = erzielte Scorerpunkte; SM oder PIM = erhaltene Strafminuten; +/− = Plus/Minus-Bilanz; PP = erzielte Überzahltore; SH = erzielte Unterzahltore; GW = erzielte Siegtore; 1 Play-downs/Relegation; Kursiv: Statistik nicht vollständig)